# Ляцкий (герб)
Ляцких (пол. Lacki) — польский дворянский герб.

## Описание
По описанию Каспера Несецкого, в красном поле обращённый вправо белый гриф со змеиным чёрным хвостом, покрытым чешуёй и завернутым наподобие 8; на конце хвоста острие стрелы, обернутой к кресту, находящемуся между головой и крыльями животного.
У Симона Окольского гербом Ляцких показан просто гриф, обращённый влево. Род Ляцких, одного корня с Шереметьевыми, перешёл в Польшу, почему и получил это прозвание.

## Герб используют
7 родов
Kurmin, Lacki, Ляцкие (Łącki), Skwierczyński, Zawichojski, Zawichorski, Zawichowski

## Известные литовские деятели представители рода

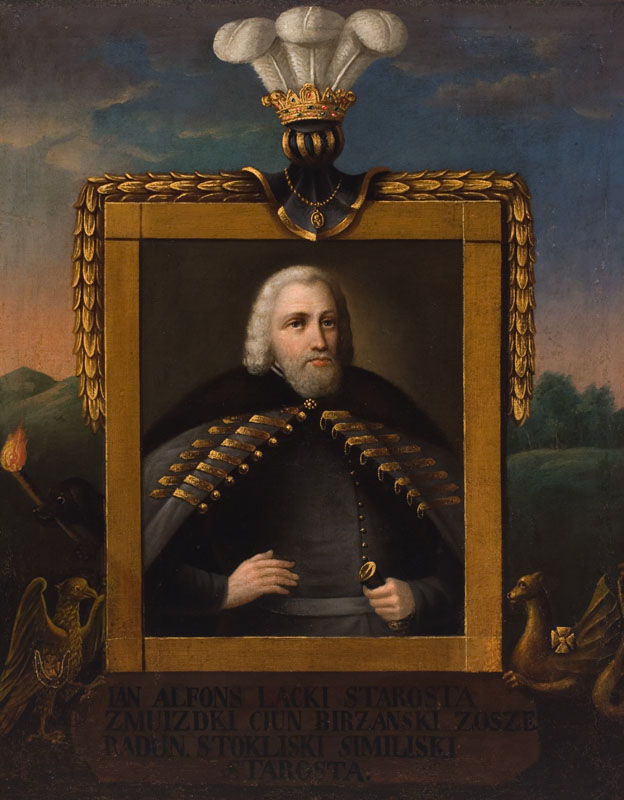
Jan Alfons Lacki. Ян Альфонс Ляцкі (XIX)

- Jonas Alfonsas Liackis

- Teodoras Liackis (Теодор Ляцки)
- Aleksandras Teodoras Liackis